# Lijst van spelers van Vancouver Whitecaps FC
Deze lijst omvat voetballers die bij de Canadese voetbalclub Vancouver Whitecaps spelen of gespeeld hebben.

## A
- Sam Adekugbe
- Ali Adnan Kadhim
- Fraser Aird
- José Aja
- Mouloud Akloul
- Bryce Alderson
- Joaquín Ardaiz

## B
- Theo Bair
- Mehdi Ballouchy
- Lass Bangoura
- Etienne Barbara
- Giles Barnes
- Steven Beitashour
- Anthony Blondell
- Christian Bolaños
- Martín Bonjour
- Michael Boxall
- Jeb Brovsky
- Marco Bustos

## C
- Joe Cannon
- Marco Carducci
- Michaell Chirinos
- Davide Chiumiento
- Caleb Clarke
- Simon Colyn
- Derek Cornelius
- Maxime Crépeau

## D
- Jun Marques Davidson
- Alphonso Davies
- Christian Dean
- Jay DeMerit
- Bilal Duckett
- Terry Dunfield

## E
- Robert Earnshaw
- David Edgar
- Jon Erice

## F
- Sebastián Fernández
- Deybi Flores
- Sean Franklin
- Floyd Franks
- Kianz Froese

## G
- Aly Ghazal
- Érik Godoy
- Kyle Greig

## H
- Kevin Harmse
- Atiba Harris
- Jordan Harvey
- Eric Hassli
- Tom Heinemann
- Doneil Henry
- Corey Hertzog
- Erik Hurtado
- Hwang In-beom

## I
- Bernie Ibini-Isei
- Nosa Igiebor

## J
- Andrew Jacobson
- Greg Janicki
- Mustapha Jarju
- Marcel de Jong
- Efraín Juárez

## K
- Pa-Modou Kah
- Kei Kamara
- Nizar Khalfan
- Jasser Khmiri
- Greg Klazura
- Wes Knight
- Brad Knighton
- Daigo Kobayashi
- Gershon Koffie
- Masato Kudo

## L
- Matías Laba
- Sébastien Le Toux
- Jonathan Leathers
- Lee Young-pyo
- Johnny Leverón
- Brett Levis

## M
- Zac MacMath
- Kekuta Manneh
- Stefan Marinovic
- Felipe Martins
- Darren Mattocks
- Aaron Maund
- Brendan McDonough
- Ben McKendry
- Nicolás Mezquida
- Kenny Miller
- Carlyle Mitchell
- Fredy Montero
- Pedro Morales
- Alexandre Morfaw
- Georges Mukumbilwa
- Jordon Mutch

## N
- Michael Nanchoff
- Jake Nerwinski
- Jay Nolly
- David Norman Jr.

## O
- Andrew O'Brien
- David Ousted

## P
- Tim Parker
- PC
- Blas Pérez

## R
- Nigel Reo-Coker
- Yordy Reyna
- Dane Richards
- Tosaint Ricketts
- Spencer Richey
- Octavio Rivero
- Barry Robson
- Alain Rochat
- Diego Rodríguez
- Mauro Rosales
- Andy Rose
- Brian Rowe
- Brad Rusin

## S
- Omar Salgado
- Shea Salinas
- Ethen Sampson
- Camilo Sanvezzo
- Cole Seiler
- Brek Shea
- Jordan Smith
- Scott Sutter

## T
- Tan Long
- Tony Tchani
- Cristian Techera
- Russell Teibert
- John Thorrington
- Paolo Tornaghi

## V
- Peter Vagenas
- Lucas Venuto

## W
- Blake Wagner
- Kendall Waston
- Matt Watson
- Sheanon Williams
- Sem de Wit
- Deklan Wynne